# 決勝時刻：黑色行動6
《決勝時刻：黑色行動6》是一款由Treyarch和Raven Software開發並由动视發行的第一人称射击游戏。這是決勝時刻系列的第21部主要作品，也是《黑色行動》子系列的第七部作品。游戏于2024年10月25日在Windows、PlayStation 4、PlayStation 5、Xbox One和Xbox Series X/S平台发行，同时向Xbox Game Pass用户开放。

## 內容

### 單人劇情
本作設定於1990年代早期，冷戰末期的年代。1991年，在歷經柏林圍牆倒塌、蘇聯加盟國獨立等一系列象徵鐵幕瓦解的事件之後，延續數十年的美蘇對抗以蘇聯體制瀕臨崩潰而告一段落。但緊隨而來的卻是伊拉克入侵科威特所引發的波斯灣戰爭等新興區域衝突。當時美國已經成為世界上唯一的超級大國，這給美國人帶來了一種錯誤的安全感。在這樣一個動盪不安的背景下，一股神秘的勢力（萬神殿)滲透到美國中央情報局最高層，將任何反抗者視為叛徒。雖然波斯灣戰爭正席捲全球，但這股來自內部的隱藏力量卻威脅著民主。

### 多人模式
本作為了進一步提升多人對戰動作體驗，新增和強化了不少系統：
- 導入了名為「全向衝刺（Omnimovement）」的全新先進移動系統，讓角色即便是在側向或後退移動時，依舊能保持著奔跑的姿勢與速度，而不是傳統FPS遊戲步伐狹小的墊步走。同時將訓練有素之菁英戰士在各種極限狀態下身體自然的反應表現出來，像是滑行、俯衝、翻牆等，讓玩家不需要額外輸入行動鈕就可以因應狀況自動施展這些動作，實現更自然流的動作。此外，還能在匍匐狀態直接轉身成仰臥狀態，或是在飛撲時轉身，對後方狀況快速做出反應。當玩家角色從轉角或掩蔽物後方探頭時，還會自然做出傾斜視線與槍枝窺視的動作。
- 配合移動系統的進化，本作同時也強化了角色動作的呈現。以往系列對於身體中彈的判斷只分為4個部位－頭部、頸部、上半身、下半身，限制了中彈倒地動畫演出的寫實感。本作中則是將部位提升至9個，包含左右手腳都獨立判斷，並配合部位的增加進行了更詳細的動作捕捉。
- 多人對戰中的「死亡鏡頭」也同步強化，運鏡不再是固定的，而是會緊隨死者的動態，讓玩家更能看得清楚戰士最後的一刻。
- 「最佳遊玩（Best Play）」與「勝利者圓圈（Winner Circle）」回歸，讓玩家在對戰結束後能快速回顧精彩場面與表彰優秀玩家。
- 「劇院模式」回歸，讓玩家可以從各個角度重溫最佳的動作英雄時刻。
- 新增了抬頭顯示器預設（HUD Presets）選項，玩家可以根據自己的習慣選擇不同的資訊界面，不論是小地圖的樣式（圓形 / 方形），或是包含小地圖、武器選單在內的各種資訊項目的位置配置，都可以讓玩家從多種預設項目中挑選，實現最適合自己的極簡介面。

### 殭屍模式
本作採用回合制，有3名來自先前作品的老班底與1名肩負起拯救老班底重責大任的新成員登場。上市首日就會開放2張全新地圖「终极岛」和「逸水镇」供玩家挑戰，具備精心挑選的強大武器和升級、致命敵人以及大量等待玩家發掘的秘密。

## 劇情

### 战役
1991 年，沙漠风暴行动开始之际，中情局特工特洛伊·马歇尔 (伊兰·诺埃尔饰) 和威廉·“凯斯”·卡尔德隆以及简·哈罗 (道恩·奥利弗瑞饰) 被派往伊拉克-科威特边境，以抓捕伊拉克国防部长赛义德·阿拉维 (乔丹·比耶尔斯基饰)，但由于阿拉维声称自己被一支名为“万神殿”的秘密准军事部队盯上，他们被迫停止任务。在与万神殿部队交战后，该小组准备撤离，但他被叛变特工罗素·阿德勒 (布鲁斯·托马斯饰) 杀死，他被诬陷为尼加拉瓜毒枭劳尔·梅内德斯的间谍后逃离中情局。阿德勒被抓获，并告诉马歇尔向同事弗兰克·伍兹 (达蒙·维克多·艾伦饰) 传达一条消息：“主教吃掉城堡。”之后，中央情报局副局长丹尼尔·利文斯通 (卢·戴蒙德·菲利普斯 饰) 因阿拉维的死斥责该团队，无视他们关于万神殿的警告，并暂停了伍兹、马歇尔和凯斯的职务。
伍兹向马歇尔透露，阿德勒的消息指的是他们两人于 1976 年发现的位于保加利亚的一座废弃的克格勃安全屋作为并决定与马歇尔和凯斯一起去那里调查万神殿；哈罗留下来掩盖他们的缺席。在使用阿德勒的文件招募前史塔西技术天才菲利克斯·诺伊曼 (谢默斯·德弗 饰) 和刺客塞瓦蒂·杜马斯 (凯伦·戴维 饰) 后，该团队采取行动，将阿德勒从隐藏在华盛顿特区地下的中情局黑狱中救出。就在万神殿袭击黑狱时，小队救出了阿德勒，但他们却被指责为袭击者并被宣布为逃犯遭到美国政府通缉。阿德勒透露，万神殿一直在与萨达姆·侯赛因进行武器交易；在军情六处特工海伦·帕克 (莉莉·考尔斯 饰) 和盟军SAS部队的帮助下，该小组袭击了伊拉克西部的一座侯赛因宫殿，在那里他们得知了“摇篮”，一种源自肯塔基州一个废弃的生物实验室的精神化学武器。
当阿德勒留下来追踪万神殿的首席科学家马特维·古谢夫 (尤里·洛文塔尔 饰) 时，凯斯、马歇尔和西夫调查了生物实验室。凯斯意外吸入了摇篮气体，产生了幻觉，看到自己在与大量僵尸搏斗，同时听到了一个女人的声音，说明万神殿最初是中央情报局的一个秘密部门，负责监督摇篮作为一种提高成绩的药物的研发，凯斯是唯一的测试对象，后来利文斯通关闭了该项目，解散了万神殿。当凯斯恢复理智时，团队发现万神殿已经偷走了生物实验室的摇篮储备，还找到了一份磁带，显示哈罗是万神殿的人。利用磁带中的线索，团队窃取了欧洲公国阿瓦隆一家赌场的财务记录，记录显示该赌场一直在向伊拉克的古谢夫汇钱。随后，凯斯和马歇尔在科威特与阿德勒汇合，并与他的老盟友美国陆军上尉劳伦斯·西姆斯（雷吉·沃特金斯饰）合作，抓获了古谢夫，古谢夫透露，摇篮就存放在沃尔塔库。
小队突袭沃尔库塔，虽然他们无法阻止摇篮被带走，但他们抓住了哈罗，并把她带到了安全屋进行审讯。阿德勒给哈罗注射了吐真剂，原来哈罗和凯斯一样是摇篮的实验体，但哈罗接受的实验是人格植入，其父母都是中情局的优秀特工但都遭到暗杀身亡，哈罗为了找到凶手而加入中情局，但只有万神殿告知了当天的暗杀行动是由中情局批准的，之后哈罗的真正人格在精神世界里与万神殿植入的人格搏斗，尽管植入的人格最终控制了哈罗，但是哈罗原来的人格透露了万神殿正计划利用摇篮对国会大厦进行假旗袭击，目的是抹黑利文斯通，用哈罗取而代之，让他们控制中央情报局。万神殿部队袭击了安全屋并救出了哈罗；凯斯追赶并登上哈罗的逃生直升机并在直升机上进行搏斗，导致飞行员被误杀，直升机坠毁在河中。在释放的摇篮气体的影响下，凯斯勒死了哈罗后生死未卜。马歇尔试图用无线电与凯斯联系，解释说利文斯通设法阻止了袭击。两周后，小队与利文斯通会面，利文斯通恢复了他们的职位，以消灭正在阿瓦隆开展行动的万神殿及其真正的领导人。与此同时，万神殿特工杰克逊·凯恩 (里克·帕斯夸隆 饰) 潜入利文斯通的办公室并进入他的电脑，暗示了万神殿已经渗透了中情局。

### Zombies
1991年2月18日，地球與「黑暗乙太次元(Dark Aether)」之間出現了裂縫，導致大量殭屍湧入美國西維吉尼亞州的小鎮自由瀑布(Liberty Falls)。該地同時是CIA的機密計畫「雅努斯計畫(Project Janus)」的核心據點，由前「救贖(Requiem)」小隊指揮官愛德華·里希托芬(Edward Richtofen)領導。救贖小隊曾在1980年代成功遏制數次黑暗乙太的爆發，但該計畫最終被里希托芬解散，高層成員也遭到拘留。
裂縫爆發期間，里希托芬被黑暗乙太的力量傳送到未知地點，他的下屬安全主管約翰·布蘭查德(John Blanchard)試圖聯絡外界尋求支援。一支被稱為「阿爾法小隊(Alpha Team)」的特戰隊員響應了布蘭查德的求救信號，並在他的指導下嘗試控制裂縫的擴散。他們受命拯救多名雅努斯計畫科學家，但僅找到一名失去實體的研究員佩里克里斯·帕諾斯(Pericles Panos)，他被困於被黑暗乙太腐蝕的教堂中。帕諾斯指導小隊建造一台裝置以清除裂縫，但這其實是個陷阱。他利用裝置吸收了小隊的能量，恢復了自己的肉身並逃離黑暗乙太，而小隊則被困於裂縫之中。
同時，在菲律賓海的「終點站島嶼(Terminus Island)」，前KGB科學家威廉·派克(William Peck)釋放了被囚禁的救贖小隊成員，包括特別幹員格里戈里·韋弗(Grigori Weaver)、醫學專家伊莉莎白·格雷(Elizabeth Grey)、化學專家奧斯卡·史特勞斯(Oskar Strauss)、作戰指揮麥肯錫·卡弗少校(Major Mackenzie Carver)以及直升機飛行員史東尼·「迅猛龍一號(Raptor One)」麥道克斯(Stoney Maddox)。派克與救贖小隊聯手，目標是阻止里希托芬的計畫。此期間，他們也與菲律賓走私者瑪雅·阿吉納多(Maya Aguinaldo)合作，她相信自己的兄弟內森正被關押於終點站。然而，小隊發現內森已因終點站負責人瑞瓦蒂·莫迪博士(Dr.Revati Modi)的實驗而變異成怪物，最終不得不將其擊殺。
隨著故事推進，小隊發現了與「哨兵神器(Sentinel Artifact)」有關的線索，這件物品擁有控制黑暗乙太裂縫的力量。透過人工智慧系統S.A.M.(Synaptic Algorithm Module)的幫助，小隊追蹤到了神器的下落。S.A.M.基於薩曼莎·馬克西斯(Samantha Maxis)的意識建構，而薩曼莎曾在1985年犧牲自己封印裂縫。
小隊的調查將他們帶到歐洲阿瓦隆，這裡的犯罪組織「法國辛迪加(French Syndicate)」綁架了惡魔學家蓋布瑞爾·克拉夫特(Gabriel Krafft)，以逼迫其揭示神器的秘密。克拉夫特要求小隊尋找「晦暗之源護符(Obscurus Altilium)」，該護符是定位神器的關鍵物品。然而，隨著小隊進一步調查，他們逐漸意識到神器的力量可能比想像中更具威脅。

## 用語
- 阿瓦隆（Avalon）：位於地中海的虛構歐洲國家。
- “搖籃計劃”（Project Cradle）：由中情局和“萬神殿”授權“進階科技和應用公司”展開的生化武器計劃，目的是要打造出超級士兵。威廉「凱斯」卡爾德隆和簡·哈洛是其中兩名實驗白老鼠。該計劃最終因「凱斯」失控摧毀“進階科技和應用公司”的研究所，導致病毒擴散而以失敗告終，同時中情局也跟“萬神殿”劃清了界線。多年後，由簡·哈洛領導的“萬神殿”企圖利用“搖籃”的病毒來製造混亂。
- “公會”（The Guild）：阿瓦隆犯罪組織，跟“萬神殿”存在勾結。
- 盧塔茲犯罪家族（Luttazzi Crime Family）：義大利黑手黨組織，在阿瓦隆經營盧塔茲賭場，跟“萬神殿”存在勾結。
- “萬神殿”（Pantheon）：原本是中情局所屬的機密部門，後來因“搖籃計劃”的失敗而被中情局解散，但組織的殘黨仍然暗地裡持續活動，後來更成為了國際恐怖組織。
- 叛變黑色行動小隊（Rogue Black Ops）：由法蘭克·伍玆領導的準軍事小隊，以保加利亞的前克格勃安全屋為據點，成員大部分都是被停職或被開除的前中情局特工。目的是要暗地裡調查並瓦解“萬神殿”的陰謀，並恢復自己的聲譽。為聯機模式的陣營之一。
- 深紅一號（Crimson One）：由傑克森·凱恩領導的準軍事小隊，受中情局指示獵殺叛變黑色行動小隊的成員，以阻止他們披露中情局和“萬神殿”的秘密。為聯機模式的陣營之一。

## 其他登場組織
- 中央情報局
- 美國軍隊
  - 美國陸軍
  - 美國空軍
- 美國首都警察（英语：US Capitol Police）
  - 特種武器和戰術部隊
- 英國軍隊
  - 英國陸軍空降特勤團
  - 英國皇家空軍
- 伊拉克軍隊
  - 伊拉克陸軍

## 登場人物

### 叛變黑色行動小隊
- 威廉「凱斯」卡爾德隆（William "Case" Calderon）：本作戰役模式中的主要玩家角色，无面部与配音，為一名中情局特工。在被停職後跟隨特洛伊‧馬歇爾調查“萬神殿”的影響力和真正目的。為超級士兵計劃，“搖籃”（The Cradle）的自願參與者，“實驗體第1案例”（Test Subject Case One）。
- 特洛伊·馬歇爾（Troy Marshall）：可玩角色之一。為法蘭克·伍茲的弟子，加入中情局前為美國海軍陸戰隊武裝偵察部隊的隊員。與簡·哈洛關係密切，甚至在小隊發現其真正身份後仍一度拒絕相信和接受。
- 法蘭克·伍玆（Frank Woods）：黑色行動I、II及黑色行動冷戰中的登場角色之一。在1989年入侵巴拿馬期間因賈森·哈德森發出的假命令而誤殺亞歷克·梅森並被勞爾·梅內德斯以霰彈槍打斷雙腳，因而在本作中需要坐輪椅及遠離前線擔任支援任務。
- 羅素‧阿德勒（Russell Adler）：黑色行動冷戰中的登場角色之一。最早於1989年從賈森·哈德森口中得知“萬神殿”的存在，後來更查出他們已經滲透中情局。故事開頭疑似被“萬神殿”設局陷害而被中情局認定為叛徒，在科威特被「凱斯」和馬歇爾等人俘虜，並留下一句暗號。事後被囚禁在中情局於華盛頓特區的秘密基地內，直至被「凱斯」等人救出後加入他們的小隊。
- 塞瓦蒂「塞夫」杜馬斯（Sevati "Sev" Dumas）：可玩角色之一。為一名摩洛哥出身的孤兒，小時候被阿瓦隆犯罪組織“公會”收養，並被培養成一名殺手。曾經愛上一位名為帕斯卡的男人，但組織不想杜馬斯結束殺手生涯而欺騙她指帕斯卡是敵對幫派的臥底而令她親手殺死了帕斯卡。得知真相後杜馬斯離開了“公會”並利用一切資源向組織復仇。後來被中情局招募，阿德勒亦委託她調查“公會”跟“萬神殿”的聯繫。
- 菲利克斯·諾依曼（Felix Neumann）：可玩角色之一。東德秘密警察史塔西的前特工，擅長於使用高科技和電子設備。在史塔西服役期間發現該組織的冷酷無情，令他後悔成為其一員。在成功投奔至自由世界後為歐洲的地下犯罪組織擔任技術專家。

### 中央情報局
- 威廉「凱斯」卡爾德隆（William "Case" Calderon）
- 特洛伊·馬歇爾（Troy Marshall）
- 法蘭克·伍玆（Frank Woods）
- 羅素‧阿德勒（Russell Adler）
- 簡·哈洛（Jane Harrow）：可玩角色之一。中情局行動專家，實為“萬神殿”的指揮官，為本作主要的反派角色。在小時候身為中情局特工的父母被一名身份不明的男人殺害，長大後為了查明真相而加入中情局，成為阿德勒的手下。某天“萬神殿”向哈洛提供了父母被殺害的關鍵資料，從而得知兇手是中情局特工。不久哈洛便被“萬神殿”招募，並於1991年晉升成為該組織的指揮官。由於“萬神殿”的操縱和零碎的記憶令哈洛認定阿德勒是殺害父母的兇手。
- 丹尼爾·利文斯頓（Daniel Livingstone）：中情局副主任，為馬歇爾等人的上司。
- 艾默生·布萊克（Emerson Black）：中情局行動局的副戰略師，在前作黑色行動冷戰中為賈森·哈德森的上司。於1960年為“紅色掃把行動”開綠燈，目標是殺害簡·哈洛的父母。
- 洛林·哈洛（Lorraine Harrow）：簡·哈洛的母親，於1960年被身份不明的男人殺害。
- 約翰·V·哈洛（John V. Harrow）：簡·哈洛的父親，於1960年被身份不明的男人殺害。

### 美軍
- 勞倫斯·西姆斯（Lawrence Sims）：黑色行動冷戰的登場角色之一。前中情局特工，曾經是阿德勒的下屬，後來因看不慣組織的道德觀而辭職，並重新加入美國陸軍，1991年晉升至上尉。在海灣戰爭期間被部署到伊拉克，期間被阿德勒找上，希望他能為小隊提供協助以生擒馬特維·古謝夫。
- 萊利·弗拉納根（Riley Flanagan）：美國空軍高級軍士長，駕駛B-2幽靈戰略轟炸機，呼號為“暴客4-2”（Outlaw 4-2）。

### 美國政府
- 比爾·柯林頓（Bill Clinton）：美國阿肯色州州長。
- 傑克·麥肯納（Jack McKenna）：跟“萬神殿”存在勾結的參議員。

### 英國
- 海倫·柏克（Helen Park）：秘密情報局特工，黑色行動冷戰的登場角色之一。於1991年海灣戰爭中跟隨特種空勤團部署到伊拉克。不久阿德勒聯絡她希望為小隊提供支援，以前往薩達姆·海珊的宮殿調查“萬神殿”的地下堡壘。
- 格拉德尼（Gladney）：特種空勤團上尉。
- 普里查德（Pritchard）：特種空勤團士兵。
- 史金納（Skinner）：特種空勤團士兵。
- 蘭斯（Rans）：特種空勤團士兵。
- 馬龍（Malone）：特種空勤團中士，在攻打薩達姆·海珊的宮殿期間陣亡。
- 利爪一號（Talon One）：駕駛MH-53直升機的英國皇家空軍人員，負責隊伍的撤離。

### 萬神殿
- 簡·哈洛（Jane Harrow）
- 傑克森·凱恩（Jackson Caine）：中情局和萬神殿雙重特工。“深紅一號”（Crimson One）的領袖，受中情局指示獵殺叛變黑色行動小隊的成員。
- 施普林格·格雷森（Springer Greyson）：先進科技應用公司（Advanced Technologies and Applications）的創立人兼執行董事，受中情局資助開發生化武器。為“搖籃計劃”的參與者之一。
- 馬特維·古謝夫（Matvey Gusev）：前蘇聯生物製劑科學家，“搖籃計劃”的創立人，為“萬神殿”服務。在“地面控制”中於科威特企圖逃走時被“凱斯”用T-72主戰坦克的主炮擊落其飛機，因而被小隊俘虜。在說出關鍵情報後“凱斯”本身打算按阿德勒的指示將他滅口，但被勞倫斯·西姆斯阻止，古謝夫最終由西姆斯收押。

### 伊拉克
- 賽義德·阿拉維（Saeed Alawi）：前伊拉克國防部長，因掌握重要情報被“萬神殿”盯上。在被“凱斯”等人護送期間被突然現身的阿德勒槍殺。

### 公會
- 約翰內斯·埃薩伊迪（Johannes Essaïdi）：“公會”的領導者，在“血海深仇”中被“凱斯”和“塞夫”射爆其座駕而活生生燒死。
- 阿米納塔·西（Aminata Sy）：“公會”成員，在“血海深仇”中準備處決主動被俘虜的“凱斯”前被“塞夫”射殺。
- 雅尼克·杜福爾（Yannik Dufour）：“公會”成員，在“血海深仇”中被“凱斯”以狙擊步槍刺殺。
- 奧馬爾·塞吉爾（Omar Seghir）：“公會”成員，在“血海深仇”中被“凱斯”擊殺。

### 平民
- 米里亞姆·麥肯納（Miriam McKenna）：傑克·麥肯納的妻子。
- 巴多（Badeaux）：在“豪客賽”登場的賭徒。
- 李·格里沙姆（Lee Grisham）：前海豹六隊成員，奧爾德蘭能源公司的保安主管。
- 安妮·約翰遜（Anne Johannsson）：傑克·麥肯納的助手与情妇。

## 销量
| 汇总媒体             | 得分     |
| -------------------- | -------- |
| Metacritic           | 83/100   |
| OpenCritic（推荐率） | 93% 推薦 |

| 媒体           | 得分                            |
| -------------- | ------------------------------- |
| Digital Trends | 3.5/5                           |
| GamesRadar+    | 4/5                             |
| GameSpot       | SP: 8/10 MP: 8/10 Zombies: 8/10 |
| IGN            | SP: 9/10 MP: 8/10 Zombies: 8/10 |
| 衛報           | 4/5                             |
| VG247          | 5/5                             |

《使命召唤：黑色行动6》的发布创造了该系列历史上最大的周銷量，首周根据 Microsoft 首席执行官萨蒂亚·纳德拉的声明，游戏发布当天的玩家参与度非常高，并且在发布首日，Xbox Game Pass 的新订阅量显著增加。相比于前作《使命召唤：现代战争III》，该游戏在 PlayStation 和Steam平台上的销售额增长了 60%，预估单日销量达到1200万份。

## 備註
1. ↑  Based on 64 critic reviews for the PlayStation 5 version,[2] 40 reviews for the Windows version,[3] and 25 reviews for the Xbox Series X/S version[4]

## 外部鏈結
- 官方网站：英文（美国）、繁体中文、简体中文